# Universidad Privada del Estado de México
La UPEM es fundada en el año 2000 como Centro Universitario Privado del Estado de México, en el municipio mexiquense de Ecatepec. Posteriormente se abrieron planteles en distintas partes del estado como Tecamac Texcoco Ixtapaluca.También fuera del estado de México en Michoacán en el municipio de Pátzcuaro pero con las siglas UPM
La oferta educativa de la UPEM incluye veintitrés programas de licenciatura y cinco programas de posgrado.
Sus estudios tienen reconocimiento de validez oficial ante la Secretaría de Educación Püblica de México.

## Licenciaturas
El nivel superior, o licenciatura contempla diez carreras, divididas en 4 áreas:

### Administración y Ciencias Sociales
- Administración de Empresas
- Ciencias de la Comunicación
- Contaduría Pública
- Derecho
- Turismo
- Mercadotecnia
- Pedagogía
- Gastronomía
- Criminología
- Psicopedagogía
- Negocios Internacionales

### Ciencias Médicas
- Psicología
- Odontología
- Rehabilitación Física

### Ciencias y Artes para el Diseño
- Diseño Gráfico
- Diseño de Modas

### Ingeniería
- Industrial
- Sistemas Computacionales
- Informática